# 萨勒内勒
萨勒内勒（法語：Sallenelles，法語發音：[salnɛl]）是法国卡尔瓦多斯省的一个市镇，属于卡昂区。

## 地理
萨勒内勒（49°15'50"N, 0°13'45"W）面积1.25 平方千米，位于法国诺曼底大区卡爾瓦多斯省，该省份为法国西北部沿海省份，北濒大西洋英吉利海峡，东北与滨海塞纳省以海上边界相接，东临厄尔省，南至奧恩省，西与芒什省接壤。
与萨勒内勒接壤的市镇（或旧市镇、城区）包括：昂夫勒维尔、梅维尔-弗朗斯维尔普拉日、维斯特雷阿姆。

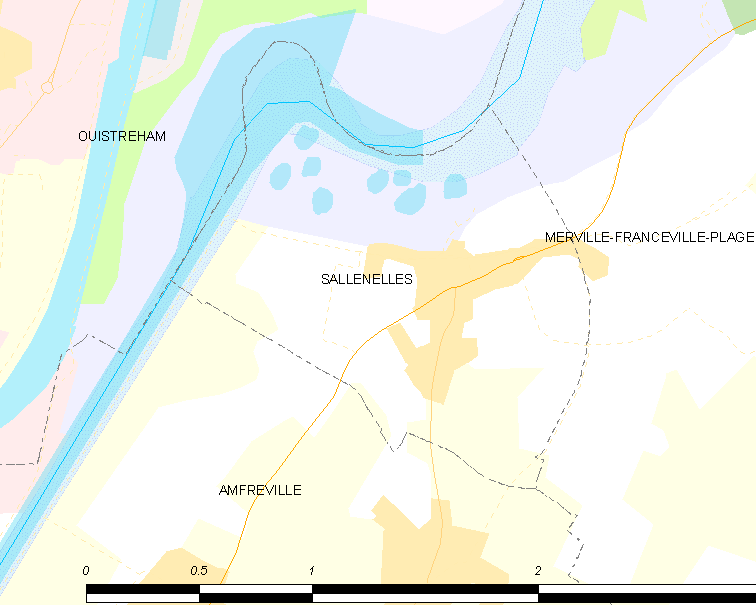
萨勒内勒的OSM定位图

萨勒内勒的时区为UTC+01:00、UTC+02:00（夏令时）。

## 行政
萨勒内勒的邮政编码为14121，INSEE市镇编码为14665。

## 政治
萨勒内勒所属的省级选区为卡堡县。

## 人口

1962-2008年间萨勒内勒人口变化图示

萨勒内勒于2022年1月1日时的人口数量为290人。